# Murtörl
Murtörl är ett bergspass i Österrike.   Det ligger i distriktet Sankt Johann im Pongau och förbundslandet Salzburg, i den centrala delen av landet, 260 km sydväst om huvudstaden Wien. Murtörl ligger 2 196 meter över havet.
Terrängen runt Murtörl är bergig. Närmaste större samhälle är Bad Gastein, 15,1 km väster om Murtörl. 
Trakten runt Murtörl består i huvudsak av gräsmarker. Runt Murtörl är det ganska glesbefolkat, med 29 invånare per kvadratkilometer.